# 陈家骅
陈家骅（1938年8月—），男，汉族，福建长乐人，中华人民共和国昆虫学家，福建农林大学教授，曾任九三学社中央委员会常务委员、福建省委员会主任委员，福建省政协副主席，第九、十届全国政协委员。